# Nacra

Nacra 17, Olympische Bootsklasse 2016 in der Kategorie Mixed Multihull

NACRA (North American Catamaran Racing Association) ist eine Bootsklasse
von Renn-Katamaranen, die in den USA entwickelt wurde und sich auch in Europa und Australien verbreitet hat. Innerhalb der NACRA-Klasse gibt es verschiedene Größen und Typen, vom Segelschulboot bis zum Rennboot.

## Geschichte
Die ersten NACRAs wurden von Tom Roland in Kalifornien, USA, entwickelt und gebaut. Die ersten Modelle waren der Nacra 5.2 und 18sq. Es waren revolutionäre Boote mit „tränenförmigen“ Rümpfen. Rolands Ideen und Design haben einen großen Einfluss auf die modernen Mehrrumpfboote gehabt. Heute werden viele große Mehrrumpfboote mit dieser Rumpfform gebaut.
NACRA-Katamarane werden bei Nacra Australia im australischen Brisbane, und bei Performance Catamarans Inc. in US-amerikanischen Kalifornien produziert.
Der Nacra 17 Katamaran wird seit den Olympischen Spielen 2016 in Rio als Boot für die Kategorie Mixed Multihull verwendet.

## Modelle
| Model         | Bauzeit     | Länge (LüA) | Breite (BüA) | Gewicht | Segelfläche      | Spinnaker  | Besatzung | Yardstick | Anmerkungen                                          |
| ------------- | ----------- | ----------- | ------------ | ------- | ---------------- | ---------- | --------- | --------- | ---------------------------------------------------- |
| 14sq          |             | 4,5 m       | 2,44         | 105 kg  | 14 m²            | Optional   | 1         | -         | Steckschwerter                                       |
| 460           |             | 4,5 m       | 2,35 m       | 142 kg  | 15,2 m²          | -          | 1-2       | -         | Kielflossen                                          |
| Blast         |             | 4,8 m       | 2,45 m       | 159 kg  | 15,6 m²          | 12,55      | 1-2       | 122/116   | Kielflossen. Design: Alain Comyn                     |
| 16sq          |             | 5,0 m       | 2,5 m        | 130 kg  | 16 m²            | Optional   | 1         | -         | Steckschwerter                                       |
| 5.0           | 1985        | 5,0 m       | 2,44 m       | 130 kg  | 19 m²            | -          | 2         | 86        | Kielflossen. Design: Roy Seaman                      |
| 500           |             | 5,0 m       | 2,44 m       | 135 kg  | 17,6 m²          | 17 m²      | 1-2       | 86        | Kielflossen                                          |
| 5.2           | 1979-mid 80 | 5,2 m       | 2,44 m       | 170 kg  | 20,43 m²         | -          | 2         | 83        | Steckschwerter                                       |
| F17           |             | 5,20 m      | 2,44 m       | 156 kg  | 15,25 m²         | 17 / 19 m² | 1         | 112/106   | Steckschwerter                                       |
| Nacra 17      | 2012        | 5,25 m      | 2,59 m       | 132 kg  | 18,25 m²         | 18,5 m²    | 2         | -         | gekrümmte Steckschwerter. Design: Morelli und Melvin |
| 18sq          |             | 5,48 m      | 3,35         |         | 18 m²            |            | 1         | -         | Steckschwerter                                       |
| Inter 18      |             | 5,52 m      | 2,6 m        | 180 kg  | 20,45 / 21,15 m² | 19/22 m²   | 2         | 78        | F18 Boot, Design: Morelli und Melvin                 |
| F18 (Inter 2) |             | 5,52 m      | 2,6 m        | 180 kg  | 20,45 / 21,15 m² | 19/22 m²   | 2         | 78        | F18 Boot, Design: Alain Comyn                        |
| F18 Infusion  |             | 5,52 m      | 2,6 m        | 180 kg  | 20,45 / 21,15 m² | 19/22 m²   | 2         | 78        | F18 Boot, Design: Morelli und Melvin                 |
| 5.7           |             | 5,67 m      | 2,44 m       | 163 kg  | 21,3 m²          |            | 2         | 83        | Kielflossen                                          |
| 570           |             | 5,65 m      | 2,44 m       | 163 kg  | 21,1 m²          | 21 m²      | 2         | -         | Kielflossen                                          |
| 5.8           | 1985        | 5,8 m       | 2,5 m        | 160 kg  | 22,8 m²          | -          | 2         | -         | Steckschwerter. Design: Roy Seaman                   |
| 580           |             | 5,8 m       | 2,5 m        | 188 kg  | 22,1 m²          | 23 m²      | 2         | -         | Klappschwerter                                       |
| 6.0           |             | 6,10 m      | 2,59 m       | 191 kg  | 24,5 m²          |            | 2         | 76        | Steckschwerter                                       |
| N20           |             | 6,12 m      | 2,6 m        | 192 kg  | 20,45 / 24,9 m²  | 25 m²      | 2         | 74        | Formula 20 Boot                                      |